# Apollo (traversier)
Pour les articles homonymes, voir Apollo.
Le NM Apollo était un traversier/roulier immatriculé au Canada.

## Histoire
L'Apollo a été construit à l'origine pour Rederi Ab Slite en Suède en 1970. Il a été par la suite mis en service pour Viking Line de Kapellskär, en Suède, à Naantali, en Finlande, via Mariehamn, sur les îles Åland. En 1975, il est assigné à l'itinéraire Stockholm - Mariehamn.
En 1976, le vaisseau est vendu à Olau Line afin d'assurer le service entre Sheerness (Angleterre) et Vlissingen (Pays-Bas), puis rebaptisé Olau Kent, avant de revenir en Scandinavie en 1981 en tant que Gelting Nord dans le giron de l'opérateur danois Nordisk Færgefart . En 1984, l'Apollo est affrété par Brittany Ferries en tant que Benodet, avant de passer à sa société-sœur British Channel Island Ferries en 1985, prenant le nom de Corbière . Au début des années 1990, le navire est vendu à Rederi Ab Eckerö, puis navigue dans la mer Baltique, reliant Helsinki et Tallinn, d'abord pour Tallink, sous le nom commercial Linda I, puis à partir de 1995 pour Eckerö Line, retrouvant son nom d'origine Apollo.
Après quelques affrètements à la fin des années 90, l'Apollo est vendu en 2000 au Woodward Group de Terre-Neuve-et-Labrador, au Canada, pour sa filiale Labrador Marine. Le Woodward Group acquiert en 2018 le Qajaq W afin de remplacer l'Apollo .
La Société des traversiers du Québec acquiert l'Apollo comme navire de relève au N.M. F.-A.-Gauthier pour sa liaison entre Matane et la Côte-Nord, mais les avaries et les accidents, notamment deux accidents où le navire à percuté les quais de Godbout et de Matane, entraînent la mise au rancart du traversier après 17 jours de service et près de 5 millions de dollars investit dans le navire par le gouvernement du Québec.
La Société des traversiers du Québec prend possession, par après, le N.M. Saaremaa I, jumeau du Qajaq W, afin de remplacer l'Apollo, jugé désuet par Stéphane Lafaut, PDG de la STQ, comme navire de relève au N.M. F.-A.-Gauthier à la traverse Matane - Baie-Comeau - Godbout.

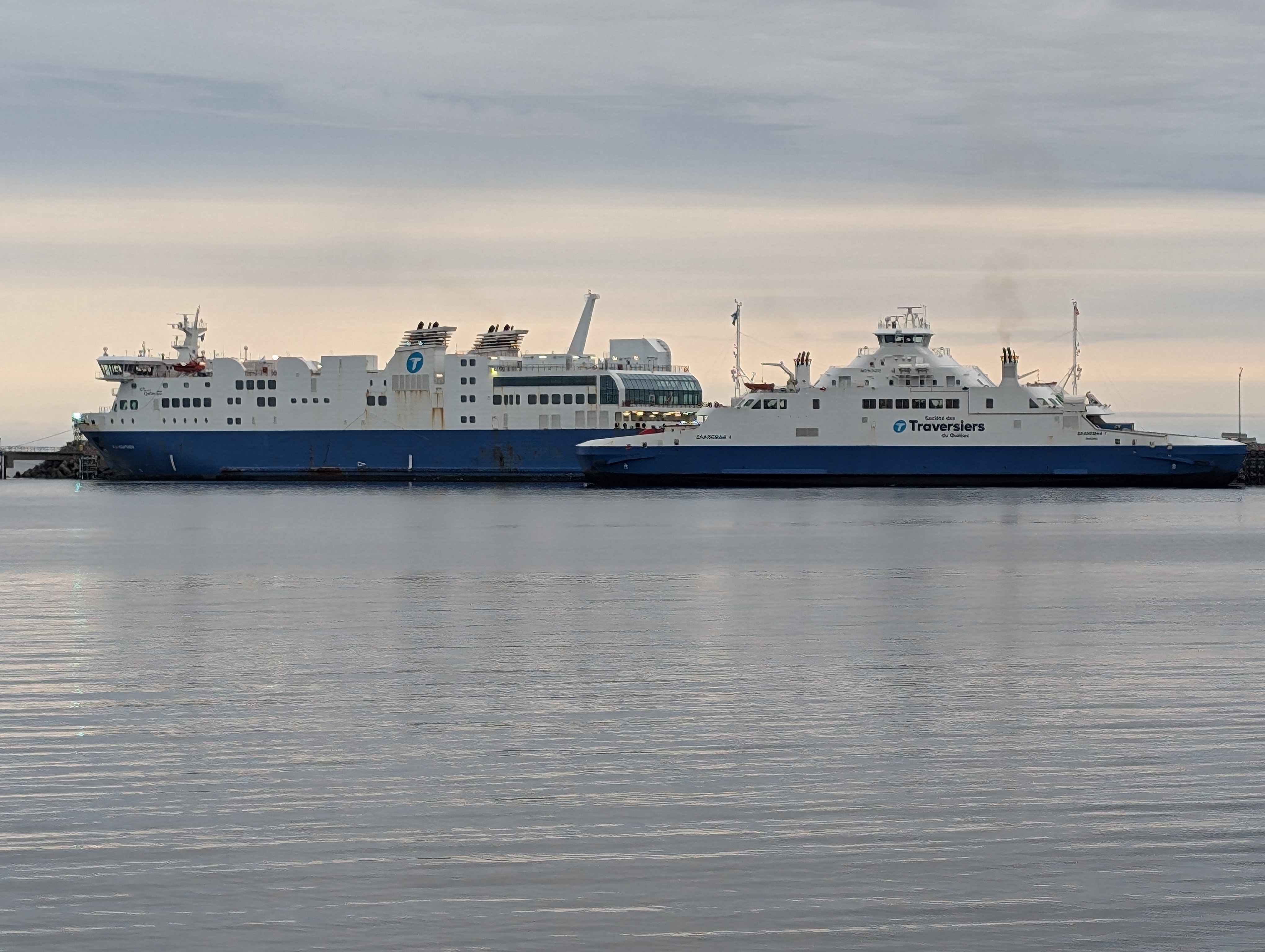
Le N.M. Saaremaa I amène finalement de la stabilité à la traverse Matane - Baie-Comeau - Godbout, après l'échec de lApollo.

En 2019, le vaisseau a atteint la fin de sa vie économique et fut retiré du service en mars. Acquis en 2020 par la Société Apollo pour 1$ symbolique, il devait être coulé en pour créer un récif artificiel dans le Saint-Laurent, près de Godbout, au Québec. En raison de la découverte d'amiante lors de la préparation du projet, le bateau est vendu pour 1$ au férailleur Dalhousie Marine Recyclers.

En août 2021, le N.M. Apollo est remorqué jusqu'en Turquie, où il devrait arrivé au port d'Aliağa le 25 septembre afin d'être démantelé. 

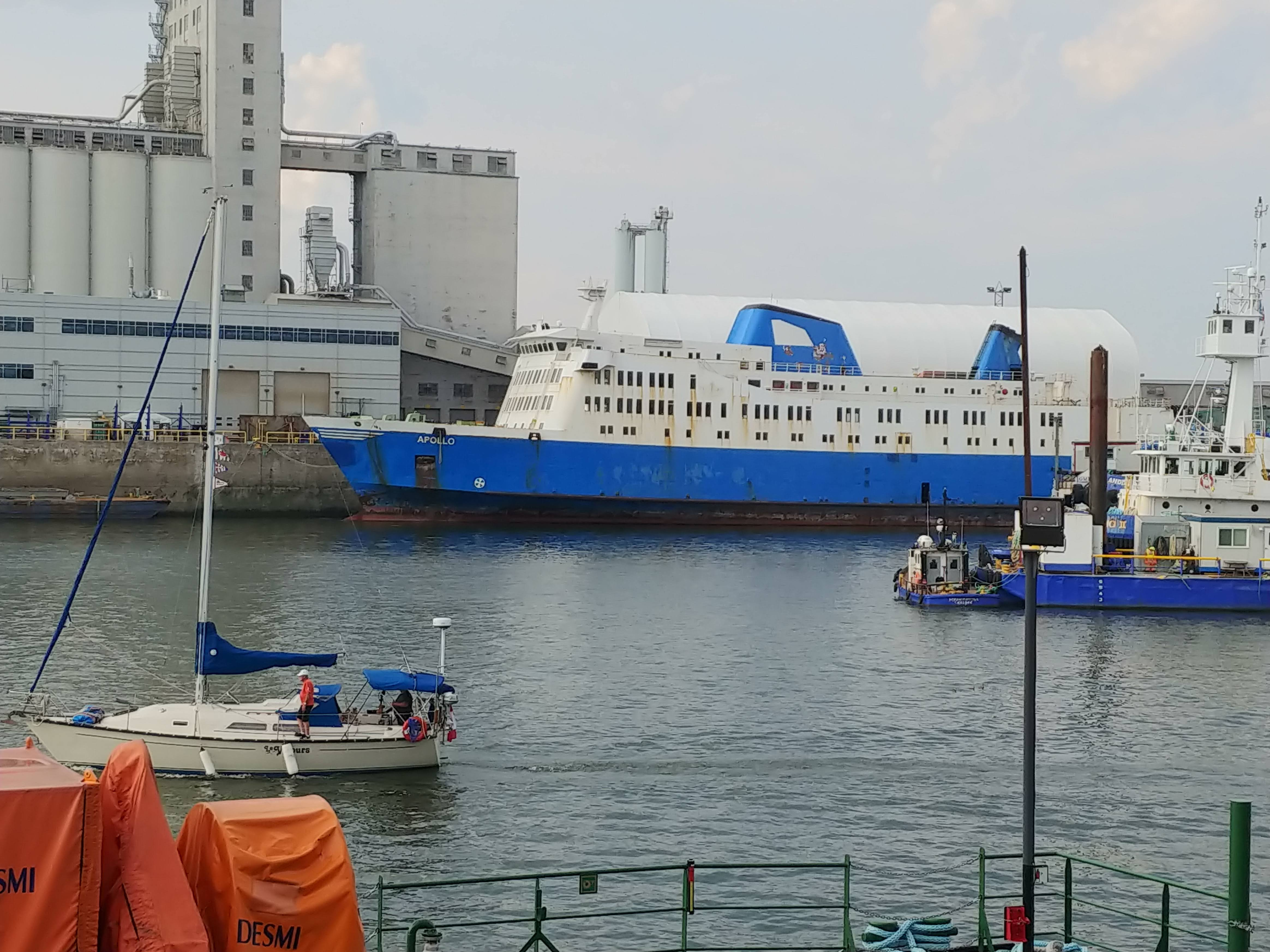
L'Apollo, accosté près des moulins du Bunge, dans le port de Québec